# Geneseo (Kansas)
Geneseo é uma cidade localizada no estado americano de Kansas, no Condado de Rice.

## Demografia
Segundo o censo americano de 2000, a sua população era de 272 habitantes.
Em 2006, foi estimada uma população de 267, um decréscimo de 5 (-1.8%).

## Geografia
De acordo com o United States Census Bureau tem uma área de
1,5 km², dos quais 1,5 km² cobertos por terra e 0,0 km² cobertos por água.

## Localidades na vizinhança
O diagrama seguinte representa as localidades num raio de 24 km ao redor de Geneseo.